# Stará synagoga v Milevsku
Stará synagoga v Milevsku se nachází nedaleko Nové synagogy na Husově náměstí v domě č. p. 387. Budova této bývalé staré synagogy byla majetkem premonstrátského kláštera.
Původní modlitebna, jež pocházela snad z 18. století, byla roku 1812 přestavěna a bohoslužby zde probíhaly až do roku 1919. Přestavba přední budovy při náměstí synagogu překryla, takže s ní splynula a dnes tvoří její sklep. Dnes jsou patrné jen zbytky vchodu v základech sklepa.